# Zhejiang Nanzi Paiqiu Dui 2015-2016
Questa voce raccoglie le informazioni riguardanti lo Zhejiang Nanzi Paiqiu Dui nelle competizioni ufficiali della stagione 2015-2016.

## Organigramma societario
Area direttiva
- Presidente: Wu Wei

Area tecnica
- Allenatore: Wang Hebing
- Secondo allenatore: Zhang Yong
- Assistente allenatore: Wang Longrui

Area sanitaria
- Medico: Liu Penghui

## Rosa
| N° | Nome          | Ruolo | Data di nascita   | Nazionalità sportiva |
| -- | ------------- | ----- | ----------------- | -------------------- |
| 1  | Xu Xiaobing   | C     | 25 luglio 1990    | Cina                 |
| 2  | Ren Junbo     | C     | 17 luglio 1996    | Cina                 |
| 3  | Bian Hongmin  | C     | 22 settembre 1988 | Cina                 |
| 4  | Wang Chuanqi  | S/O   | 18 gennaio 1996   | Cina                 |
| 5  | Wang Zhiru    | P     | 16 febbraio 1995  | Cina                 |
| 6  | Han Tianyi    | S     | 26 ottobre 1995   | Cina                 |
| 7  | Xu Xiantao    | P     | 31 gennaio 1993   | Cina                 |
| 8  | Qin Zhen      | C     | 14 febbraio 1993  | Cina                 |
| 9  | Wu Hao        | S/O   | 17 settembre 1992 | Cina                 |
| 10 | Sun Mingjie   | L     | 2 novembre 1994   | Cina                 |
| 11 | Zhu Zhiyuan   | S     | 18 febbraio 1996  | Cina                 |
| 12 | Chen Mingyao  | L     | 8 gennaio 1995    | Cina                 |
| 13 | Lin Shanfu    | S     | 11 gennaio 1994   | Cina                 |
| 14 | Wu Yawei      | S/O   | 1º giugno 1995    | Cina                 |
| 15 | Jin Zhihong   | S     | 10 febbraio 1993  | Cina                 |
| 16 | Liu Dewei     | C     | 3 aprile 1995     | Cina                 |
| 17 | Jiang Xian    | P     | 23 gennaio 1996   | Cina                 |
| 18 | Wang Fenglei  | S/O   | 2 maggio 1991     | Cina                 |
| 19 | Jin Richeng   | P     | 9 marzo 1998      | Cina                 |
| 20 | Shao Guanglei | S     | 15 marzo 1997     | Cina                 |

## Mercato
| Acquisti | Acquisti      | Acquisti | Acquisti   |
| R.       | Nome          | da       | Modalità   |
| -------- | ------------- | -------- | ---------- |
| S        | Han Tianyi    | Shanghai | prestito   |
| C        | Qin Zhen      | Shanghai | definitivo |
| P        | Jin Richeng   | ?        | definitivo |
| S        | Shao Guanglei | ?        | definitivo |

| Cessioni | Cessioni     | Cessioni | Cessioni   |
| R.       | Nome         | a        | Modalità   |
| -------- | ------------ | -------- | ---------- |
| C        | Li Yiyang    | -        | ritirato   |
| P        | Chen Leiyang | ?        | definitivo |
| P        | Cai Chenzhou | ?        | definitivo |
| S        | Zhang Qinyan | ?        | definitivo |

## Risultati

### Volleyball League A

#### Regular season

##### Prima fase
| 1ª giornata - 15 novembre 2015 University of Technology Gymnasium, Nanchino | Jiangsu  | 1 - 3 | Zhejiang | 21-25, 25-20, 19-25, 23-25        |
| 2ª giornata - 19 novembre 2015 Deqing County Sports Center Stadium, Deqing  | Zhejiang | 2 - 3 | Jiangsu  | 25-20, 18-25, 18-25, 25-20, 11-15 |
| 3ª giornata - 22 novembre 2015 Fujian Normal University Gymnasium, Fuzhou   | Fujian   | 3 - 2 | Zhejiang | 25-23, 24-26, 23-25, 25-18, 15-10 |
| 4ª giornata - 26 novembre 2015 Deqing County Sports Center Stadium, Deqing  | Zhejiang | 3 - 0 | Hebei    | 25-22, 25-23, 25-21               |
| 5ª giornata - 29 novembre 2015 Deqing County Sports Center Stadium, Deqing  | Zhejiang | 1 - 3 | Shanghai | 19-25, 25-15, 19-25, 22-25        |
| 6ª giornata - 3 dicembre 2015 Deqing County Sports Center Stadium, Deqing   | Zhejiang | 2 - 3 | Sichuan  | 25-21, 25-20, 21-25, 23-25, 6-15  |
| 7ª giornata - 6 dicembre 2015 Shuangliu County Sports Center, Chengdu       | Sichuan  | 3 - 0 | Zhejiang | 25-17, 25-18, 25-18               |
| 8ª giornata - 10 dicembre 2015 Deqing County Sports Center Stadium, Deqing  | Zhejiang | 1 - 3 | Fujian   | 19-25, 20-25, 25-17, 18-25        |
| 9ª giornata - 13 dicembre 2015 Shijiazhuang Zhongshan Stadium, Shijiazhuang | Hebei    | 3 - 1 | Zhejiang | 22-25, 25-16, 25-21, 25-22        |
| 10ª giornata - 17 dicembre 2015 Luwan Gymnasium, Shanghai                   | Shanghai | 3 - 1 | Zhejiang | 25-20, 25-27, 25-17, 25-20        |

##### Seconda fase
| 11ª giornata - 24 dicembre 2015 Deqing County Sports Center Stadium, Deqing | Zhejiang  | 3 - 1 | Guangdong | 22-25, 25-19, 25-22, 25-23        |
| 12ª giornata - 27 dicembre 2015 Deqing County Sports Center Stadium, Deqing | Zhejiang  | 3 - 1 | Liaoning  | 22-25, 25-18, 25-15, 25-22        |
| 13ª giornata - 31 dicembre 2015 Taishan Xinning Stadium, Taishan            | Guangdong | 1 - 3 | Zhejiang  | 25-27, 25-21, 22-25, 22-25        |
| 14ª giornata - 3 gennaio 2016 Fushun City College Gymnasium, Fushun         | Liaoning  | 3 - 2 | Zhejiang  | 27-25, 22-25, 25-22, 17-25, 15-13 |

## Statistiche

### Statistiche di squadra
| Competizione        | Punti | In casa | In casa | In casa | In trasferta | In trasferta | In trasferta | Totale | Totale | Totale |
| Competizione        | Punti | G       | V       | P       | G            | V            | P            | G      | V      | P      |
| ------------------- | ----- | ------- | ------- | ------- | ------------ | ------------ | ------------ | ------ | ------ | ------ |
| Volleyball League A | 13    | 7       | 3       | 4       | 7            | 2            | 5            | 14     | 5      | 9      |
| Totale              | -     | 7       | 3       | 4       | 7            | 2            | 5            | 14     | 5      | 9      |

G = partite giocate; V = partite vinte; P = partite perse

### Statistiche dei giocatori
| Giocatore | Volleyball League A | Volleyball League A | Volleyball League A | Volleyball League A | Volleyball League A | Totale | Totale | Totale | Totale | Totale |
| Giocatore | P                   | PT                  | AV                  | MV                  | BV                  | P      | PT     | AV     | MV     | BV     |
| --------- | ------------------- | ------------------- | ------------------- | ------------------- | ------------------- | ------ | ------ | ------ | ------ | ------ |
| Bian H.   | ?                   | ?                   | ?                   | ?                   | ?                   | ?      | ?      | ?      | ?      | ?      |
| Chen M.   | ?                   | ?                   | ?                   | ?                   | ?                   | ?      | ?      | ?      | ?      | ?      |
| Han T.    | ?                   | ?                   | ?                   | ?                   | ?                   | ?      | ?      | ?      | ?      | ?      |
| Jiang X.  | ?                   | ?                   | ?                   | ?                   | ?                   | ?      | ?      | ?      | ?      | ?      |
| Jin R.    | ?                   | ?                   | ?                   | ?                   | ?                   | ?      | ?      | ?      | ?      | ?      |
| Jin Z.    | ?                   | ?                   | ?                   | ?                   | ?                   | ?      | ?      | ?      | ?      | ?      |
| Lin S.    | ?                   | ?                   | ?                   | ?                   | ?                   | ?      | ?      | ?      | ?      | ?      |
| Liu D.    | ?                   | ?                   | ?                   | ?                   | ?                   | ?      | ?      | ?      | ?      | ?      |
| Qin Z.    | ?                   | ?                   | ?                   | 29                  | ?                   | ?      | ?      | ?      | 29     | ?      |
| Ren J.    | ?                   | ?                   | ?                   | ?                   | ?                   | ?      | ?      | ?      | ?      | ?      |
| Shao G.   | ?                   | ?                   | ?                   | ?                   | ?                   | ?      | ?      | ?      | ?      | ?      |
| Sun M.    | ?                   | ?                   | ?                   | ?                   | ?                   | ?      | ?      | ?      | ?      | ?      |
| Wang C.   | ?                   | ?                   | ?                   | ?                   | ?                   | ?      | ?      | ?      | ?      | ?      |
| Wang F.   | ?                   | ?                   | ?                   | ?                   | ?                   | ?      | ?      | ?      | ?      | ?      |
| Wang Z.   | ?                   | ?                   | ?                   | ?                   | ?                   | ?      | ?      | ?      | ?      | ?      |
| Wu H.     | ?                   | 244                 | 223                 | 9                   | 12                  | ?      | 244    | 223    | 9      | 12     |
| Wu Y.     | ?                   | ?                   | ?                   | ?                   | ?                   | ?      | ?      | ?      | ?      | ?      |
| Xu XT.    | ?                   | ?                   | ?                   | ?                   | 17                  | ?      | ?      | ?      | ?      | 17     |
| Xu XB.    | ?                   | ?                   | ?                   | ?                   | ?                   | ?      | ?      | ?      | ?      | ?      |
| Zhu Z.    | ?                   | ?                   | ?                   | ?                   | ?                   | ?      | ?      | ?      | ?      | ?      |

P = presenze; PT = punti totali; AV = attacchi vincenti; MV = muri vincenti; BV = battute vincenti